# Вагабунда сіровола
Вагабунда сіровола (Dendrocitta formosae) — вид горобцеподібних птахів родини воронових (Corvidae). Мешкає в Гімалаях, на півдні Китаю та в Південно-Східній Азії. Виділяють низку підвидів.

## Опис

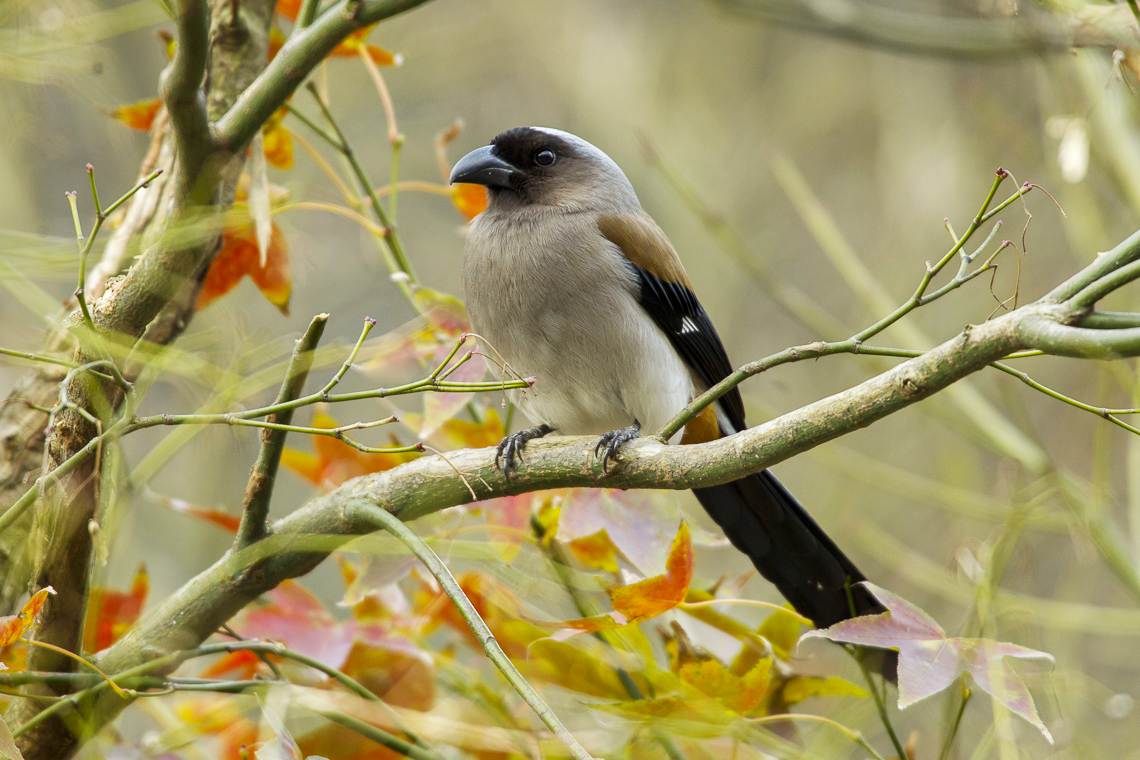
Сіровола вагабунда (Тайвань)

Довжина птаха становить 36-40 см (разом з хвостом), вага 89-121 г. Обличчя і горло чорні, тім'я сірувате. Верхня частина тіла в західних підвидів бура, в східних підвидів сірувата. Крила чорні з помітною білою плямою. Нижня частина тіла сіра, живіт білуватий. Гузка руда. У східних підвидів хвіст повністю чорний, у західних сірувато-білий. Дзьоб чорний, лапи темно-коричневі, очі червоні або коричнево-червоні. Виду не притаманний статевий диморфізм. Молоді птахи мають тьмяніше забарвлення з рудуватим відтінком, тім'я в них коричнювате.
Підвиди можуть дещо різнитися за забарвленням і за довжиною хвоста. Найдовший хвіст мають представники підвиду D. f. occidentalis. Представники підвиду D. f. sarkari мають менший і вужчий дзьоб.
Деякі дослідники вважають, що сіровола вагабунда утворює надвид з бронзовою і борнейською вагабундою.

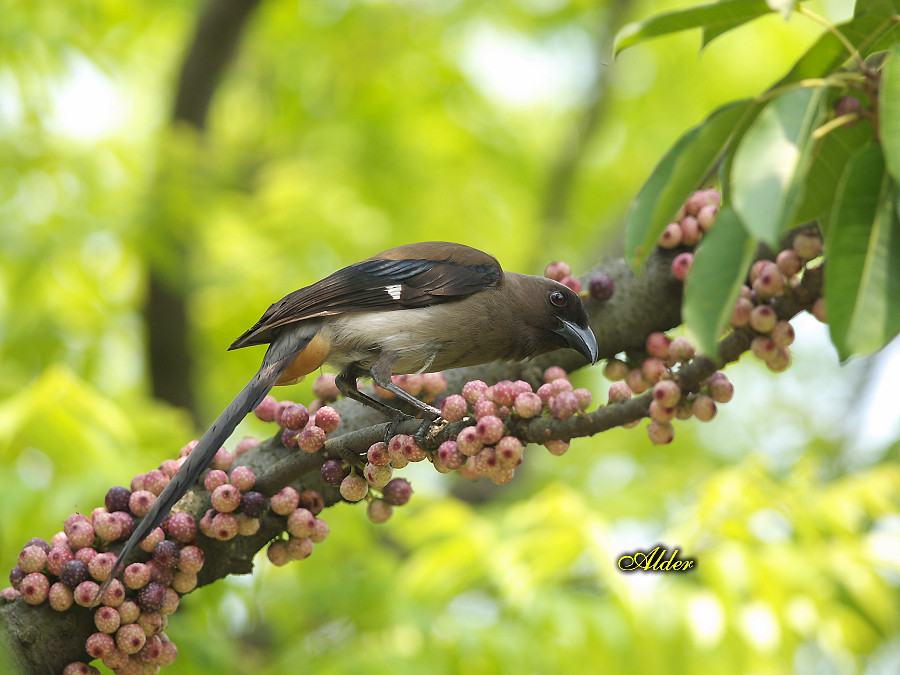
Сіровола вагабунда їсть плоди фікусу

## Поширення й екологія
Ареал сіроволої вагабунди простягається від півночі пакистанського Пенджабу до Шанхаю через Кашмір, Гімачал-Прадеш, Уттаракханд, Непал, Сіккім, Бутан, Бангладеш, Ассам і центральний Китай. На півдні ареал птаха досягає північної та центральної М'янми, північного Таїланду, Лаосу і В'єтнаму. Також сіровола вагабунда мешкає на Тайвані та Хайнані, в центрально-східній Індії (в Східних Гатах).
Сіровола вагабунда живе в різноманітних лісових масивах; може жити поблизу людських поселень. В Гімалаях птах мешкає на висоті до 2400 м над рівнем моря, а в південно-східному Китаї на висоті 400-1200 м над рівнем моря
Це осілий вид птахів. Сіроволі вагабунди, що мешкають на високогір'ях можуть взимку мігрувати в долини.

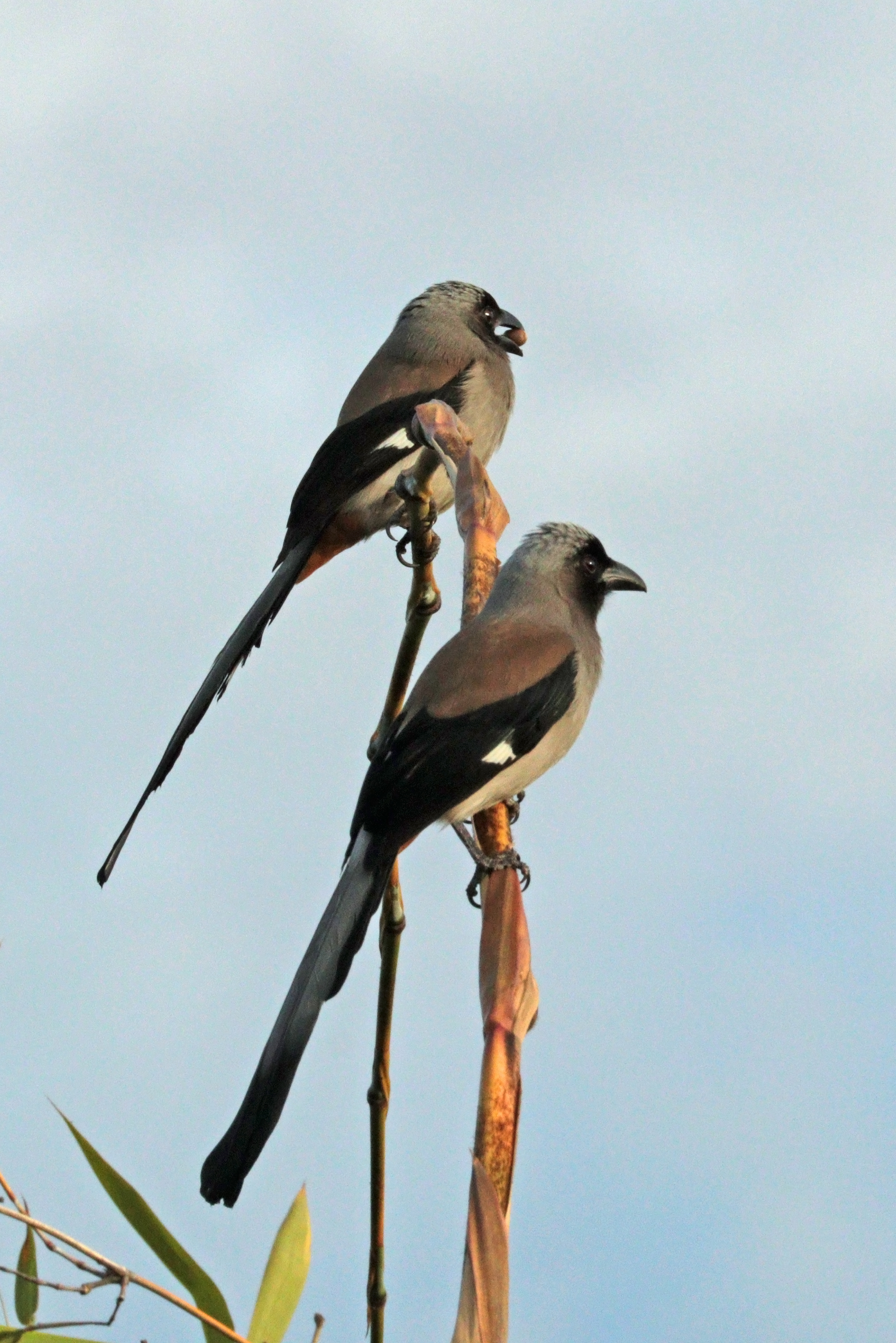
Пара сіроволих вагабунд (підвид D. f. himalayana) Покхара, Непал

## Підвиди
Виділяють вісім підвидів:
- D. f. formosae R. Swinhoe, 1863 (Тайвань);
- D. f. occidentalis Ticehurst, 1925 (північно-західні Гімалаї, захід Непалу);
- D. f. himalayana Jerdon, 1864 (Непал, північно-східна Індія, південь Китаю, Індокитай);
- D. f. sarkari Kinnear & Whistler, 1930 (Східні Гати)[10];
- D. f. assimilis Hume, 1877 (центральні і південні райони М'янми і Таїланду);
- D. f. sapiens (Deignan, 1955) (центральний Китай (провінція Сичуань));
- D. f. sinica Stresemann, 1913 (схід і південний схід Китаю, північ В'єтнаму);
- D. f. insulae Hartert, 1910 (острів Хайнань).

## Поведінка
Сіроволі вагабунди — всеїдні птахи. Вони харчуються фруктами, нектаром. насінням, а також комахами й іншими безхребетними, невеликими рептиліями, птахами, яйцями та падлом. Вони шукають їжу в кронах дерев, нечасто спускаючись на землю. Сіроволі вагабунди ведуть денний спосіб життя, особливо активні вранці. Об'єднуються в невеликі зграйки, що іноді складаються з багатьох видів птахів. Вони активно спілкуються між собою за допомогою різноманітних звуків, які варіюються від різких тривожних криків до мелодійних посвистів і шиплячого каркання. що нагадує крик сойки.
Сіроволі вагабунди є моногамними. Сезон розмноження триває у квітні-липні, після сезону дощів. І самці, і самки беруть участь в побудові гнізда. Гніздо чашоподібної форми, зроблене з гілок і рослинних волокон і закріплене між гілками дерев. В кладці 3-5 яєць синього кольору з коричнювато-сірими плямами. Лише самка висиджує яйця, інкубаційний період триває 20 днів. Пташенята залишаються в гнізді впродовж трьох тижнів, на сороковий день вони стають самостійними.